# 舒胡特
舒胡特是土耳其的城鎮，由阿菲永卡拉希薩爾省負責管轄，位於該國西部，距離首府阿菲永卡拉希薩爾29公里，面積983平方公里，海拔高度1,151米，2000年人口39,421。

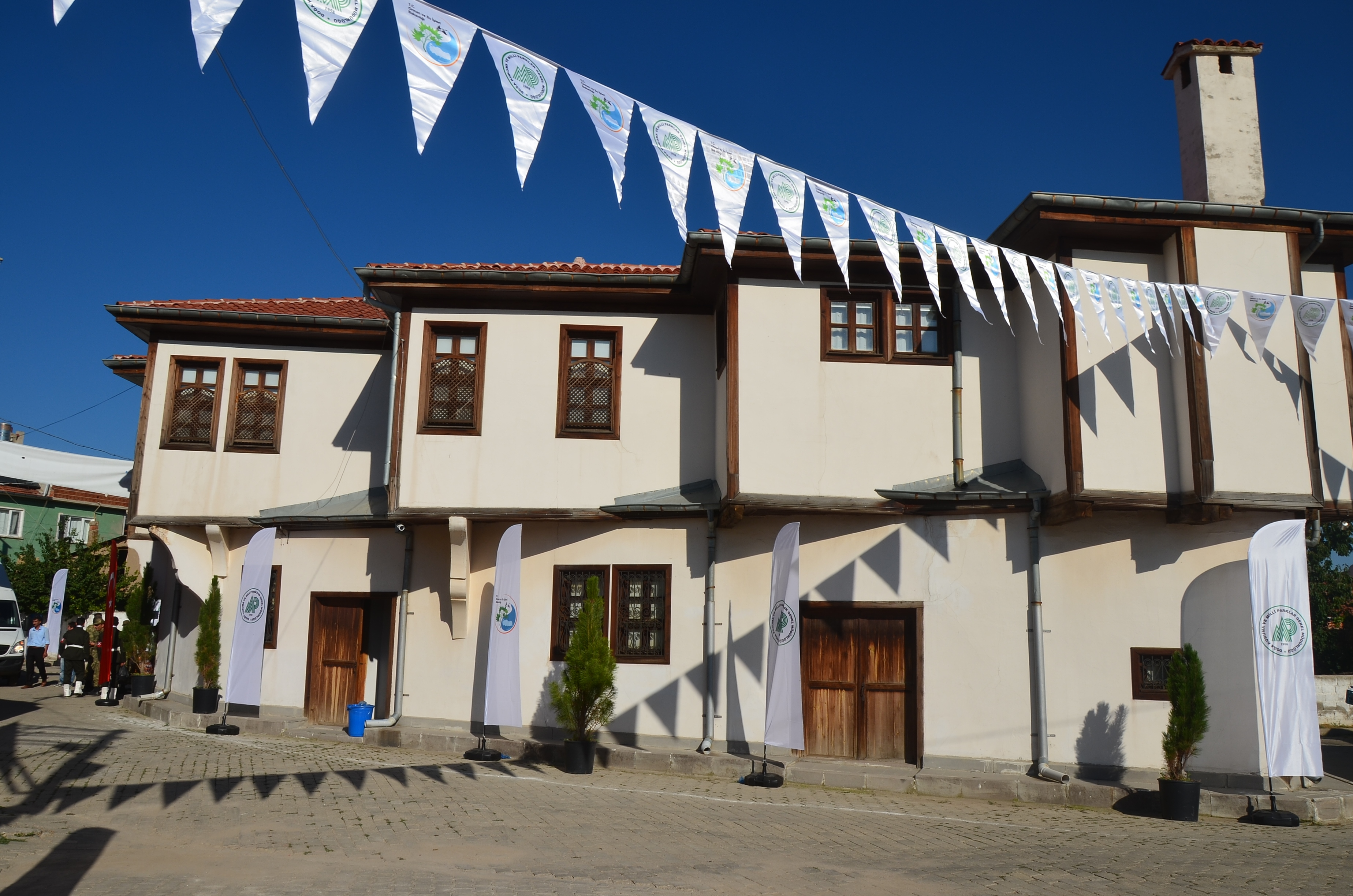
Şuhut

## 外部連結
- District governor's official website （页面存档备份，存于） （土耳其文）

38°32′N 30°33′E / 38.533°N 30.550°E